# 熊本市立古町小学校
熊本市立古町小学校（くまもとしりつ ふるまちしょうがっこう）は、熊本県熊本市西区 二本木四丁目にある公立小学校。

## 沿革
- 1874年（明治7年） - 田崎村に田崎学校設立
- 1876年（明治9年） - 古町村字大明神遙拝宮に白川学校落成
- 1887年（明治20年） - 学制改革により蓮台寺学校廃止　白川学校に併合
- 1892年（明治25年） - 新士河原学校閉鎖　白川学校に併合
- 1893年（明治26年） - 古町村、白坪村学校組合の決議により古町尋常小学校と改称
- 1919年（大正8年） - 高等科併置、古町尋常高等小学校と改称
- 1921年（大正10年） - 熊本市に合併、熊本市立古町尋常高等小学校と改称
- 1941年（昭和16年） - 古町国民学校と改称
- 1947年（昭和22年） - 熊本市立古町小学校に改称

## 委員会
- えのき委員会
- 環境委員会
- 体育委員会
- 図書委員会
- 放送委員会
- 保健委員会

## クラブ活動

### 運動部
- 野球部
- 総合運動部（主：バスケ　兼：水泳、陸上）

### 文化部
文化部はありません。

## 著名な出身者
- 古葉竹識（広島カープ監督）
- 江越哲也
- 成清加奈子
- 照瀬川邦昭（大相撲力士）
- 正代賢司（剣道家）
- ポチョムキン（餓鬼レンジャー）